# Clay Hensley
Pour les articles homonymes, voir Hensley.
Clayton Allen Hensley (né le 31 août 1979 à Tomball, Texas, États-Unis) est un lanceur de relève droitier des Ligues majeures de baseball.

## Carrière
Clay Hensley est drafté en huitième ronde par les Giants de San Francisco en 2002 mais il est échangé aux Padres de San Diego le 13 juillet 2003 en retour d'un autre lanceur droitier, Matt Herges.

### Padres de San Diego
Au début 2005, alors qu'il évolue en ligue mineure dans l'organisation des Padres, Hensley est suspendu pour 15 matchs pour usage de stéroïdes. Rappelé des mineures plus tard cette année-là, il fait ses débuts dans les majeures le 20 juillet pour les Padres. Celui qui était lanceur partant dans les rangs inférieurs se montre efficace dans le rôle de lanceur de relève pour San Diego. On fait appel à lui dans 24 parties, mais une seule fois comme partant, et il affiche une moyenne de points mérités d'à peine 1,70 en 47 manches et deux tiers de travail.
En 2006, il est ajouté à la rotation de lanceurs partants de San Diego. Vingt-neuf de ses 37 parties jouées sont dans ce rôle. Il remporte 11 victoires contre 12 défaites avec une moyenne de points mérités de 3,71.
Le 4 août 2007 à San Diego, Barry Bonds frappe contre Hensley son 755e circuit en carrière, ce qui lui permet d'égaler le record détenu par Hank Aaron.
Des blessures réduisent considérablement la fréquence de ses sorties ainsi que son efficacité au cours des deux années suivantes. En janvier 2009, il signe un contrat avec les Astros de Houston mais ne parvient pas à se tailler un poste avec l'équipe. Il est libéré en avril et se joint environ un mois plus tard aux Marlins de la Floride.

### Marlins de la Floride
Après une saison (2009) dans les mineures dans l'organisation des Marlins, il est admis dans le personnel de releveurs de l'équipe en 2010. Il lance 75 manches en 68 sorties au monticule, enregistrant 77 retraits sur des prises. Sa moyenne de points mérités s'avère excellente, à 2,16. Il ravit éventuellement le poste de stoppeur à son coéquipier Leo Núñez, responsable de huit avances sabotées entre le début de la campagne et la fin août. Hensley enregistre sept sauvetages durant le mois de septembre, dont son tout premier dans le baseball majeur le 10 septembre dans un gain des Marlins sur les Nationals de Washington.

### Giants de San Francisco
Hensley signe avec les Giants de San Francisco un contrat pour la saison 2012. En 60 matchs pour les champions de la Série mondiale 2012, Hensley présente une moyenne de points mérités de 4,62 en 50 manches et deux tiers lancées, avec 4 victoires et 5 défaites.

### Nationals de Washington
Après avoir passé la saison 2013 avec un club de baseball indépendant puis en ligues mineures avec des clubs affiliés aux Reds de Cincinnati et aux Brewers de Milwaukee, Hensley est en janvier 2014 mis sous contrat par les Nationals de Washington. Il est retranché par le club le 20 mars suivant, à quelques jours du début de la saison régulière.